# 沃纳·福斯曼
沃纳·福斯曼（Werner Forßmann，1904年8月29日—1979年6月1日）是一位德国医生，他可以说是心脏导管的发明人。1956年他与安德烈·弗雷德里克·考南德和迪金森·伍德拉夫·理查兹一起“为他们发明心脏导管术和发现循环系统的病态变化”而授予诺贝尔生理学或医学奖。

## 生平
福斯曼生於柏林，大學於弗里德里希-威廉大学读医学（今洪堡大学）。毕业后他在埃伯斯瓦尔德的一所医院中做辅助医生。1929年春他25岁，当他提出的心脏导管的病人实验的计划被否认后他在自己的身体上做实体实验，他将一根橡胶管从他的臂静脉一直连到他的右心房。然后他使用X光照片来记录他的手术。同年11月5日他就此发表了一篇论文，但在专业界未获得响应。1931年4月他在德国外科学会上做的报告也没有获得相应的效果。
不但如此，他的发表甚至给他带来了不利。有人污蔑说他盗用了他人的主意，他此前刚刚被夏里特医院接受为医生，但此时又被解雇。当时医院的主任对他说：“靠这些小把戏你可以在一个马戏团获得教授资格，但不可以在一个德国医院。”但他1931年做了报告后该医院又允许他就职了。
福斯曼此后将他的重点转向泌尿学，在1930年代他曾是多个医院的高级医生。1932年他加入纳粹党，在第二次世界大战中他担任外科卫生军官。战后由于他的纳粹经历他有一段时间找不到工作而在他夫人在黑森林的一所诊所工作。后来他在巴特克罗伊茨纳赫的一所医院中获得了一个泌尿学诊部医生的职位。
1954年德意志民主共和国科学院首次为他在心脏学的贡献向他授予“莱布尼茨奖牌”。1956年他获得诺贝尔生理学或医学奖。与他同时获奖的考南德和理查兹在阅读了他的自我实验后在他的技术上发展和精化了他的技术。
1958年他在杜塞尔多夫的一所医院获得了主治医生的职位，在那里他一直工作到他退休。
1977年洪堡大学医科授予他名誉博士学位，在授奖词中表彰“他对心脏导管和用加强对比度的物质来显示心脏的方法的历史性发现和他以自身显示了这些技术对人体是无害的”。